# بند برگردان
به بیت‌هایی که در پایان هر بند از یک شعر یا سروده تکرار می‌شوند، بند برگردان یا تَهلیل می‌گویند.

در موسیقی نیز به تکرار یک ریتم ولی با متن متفاوت را "بند برگردان" یا "رفرین" میگویند.